# Стукалин, Борис Иванович
Бори́с Ива́нович Стука́лин (4 мая 1923, село Чуповка, Тамбовская губерния — 28 июля 2004, Москва) — советский партийный и государственный деятель, председатель Комитета по печати при Совете Министров СССР, Государственного комитета СССР по делам издательств, полиграфии и книжной торговли (1970—82), заведующий Отделом пропаганды и агитации ЦК КПСС (1982—85).

## Биография
Окончил в 1950 году заочное отделение Воронежского педагогического института по специальности учитель истории. С марта 1940 года — литературный работник редакции газеты «Новая жизнь» города Острогожск Воронежской области.
С сентября 1941 года — курсант военной школы радиоспециалистов в Воронеже, а затем в Новосибирске. С января 1942 года — радиомастер военного склада № 619 в Москве, затем мастерской связи 10-й армии Западного фронта, младший сержант. С апреля 1944 года — радиомастер фронтового склада № 748 (2-й Белорусский фронт, Северная группа войск).
С июля 1946 года — пропагандист райкома партии. С декабря 1948 года — редактор ряда районных газет в Воронежской области. С марта 1952 года — редактор воронежских областных газет «Молодой коммунар» и «Коммуна».
С сентября 1960 года — инструктор, с апреля 1961 года заведующий сектором Отдела пропаганды и агитации ЦК КПСС по РСФСР. С августа 1963 года — председатель Государственного комитета Совета Министров РСФСР по печати.
С декабря 1965 года — заместитель, затем первый заместитель главного редактора газеты «Правда».
С июля 1970 года — председатель Комитета по печати при Совете Министров СССР, в августе 1972 года преобразованного в Государственный комитет СССР по делам издательств, полиграфии и книжной торговли. На этом посту, в частности, подвергал резкой партийной критике издателей, осмелившихся публиковать положительные отзывы о творчестве Михаила Булгакова. Современники передавали его фразу о Булгакове: «Не понимаю, зачем издавать писателя, так и не принявшего советскую власть».
С декабря 1982 года — заведующий Отделом пропаганды и агитации ЦК КПСС. Как отмечает исследователь Н. А. Митрохин: «Он был членом малочисленной и гиперконсервативной даже по меркам ЦК КПСС группировки, идеологически мутировавшей в сторону неосталинизма и пользовавшейся огромным влиянием в эпоху Константина Черненко».
С 19 июля 1985 по 8 июня 1990 года — чрезвычайный и полномочный посол СССР в Венгерской Народной Республике.
Член ВКП(б)/КПСС с 1943 года. Делегат XXV, XXVI и XXVII съездов КПСС, где избирался членом ЦК КПСС (1976—1990).
Депутат (от РСФСР) Совета Национальностей Верховного Совета СССР 9-11 созывов.
С июня 1990 года персональный пенсионер союзного значения.
Похоронен в Москве на Преображенском кладбище.

## Награды и звания
Награждён двумя орденами Ленина, орденом Отечественной войны 2-й степени, орденом Трудового Красного Знамени, орденом Дружбы народов (1980), орденом «Знак Почёта», а также орденом «Георги Димитров» (Болгария) и орденом «За заслуги» (Польша).